# Aláqueme Biamir Alá
Abu Ali Almançor Taricu Aláqueme (Abū ʿAlī al-Manṣūr Tāriqu al-Ḥākim), chamado de Aláqueme Biamir Alá (em árabe: الحاكم بأمر الله; romaniz.: al-Ḥākim bi-Amr Allāh; lit. "Governante por comando de Deus [Alá]") ou somente de Aláqueme, Haquino ou Haquim, foi o sexto califa fatímida e o décimo-sexto imame ismaelita, governando entre 996 e 1021. Aláqueme foi o primeiro governante da dinastia dos fatímidas que nasceu no Egito. Era filho do seu antecessor, o califa Alaziz. Foi proclamado herdeiro em 993, após a morte do seu irmão mais velho Maomé e sucedeu ao pai em 996 quando tinha apenas onze anos, com o poder de fato nas mãos de seu vizir Barjauã até ao ano 1000.
Aláqueme é uma figura importante para diversas denominações xiitas ismaelitas do islão, como os 15 milhões de nizaris e, em particular, para os 2 milhões de drusos residentes no Levante cujo epônimo fundador, Adarazi, proclamou-o como uma encarnação de Deus (Alá) em 1018. Na literatura ocidental ele é geralmente chamado de "o califa louco", primordialmente por causa da dessecração fatímida de Jerusalém em 1009, embora alguns acadêmicos (como Willi Frischauer e Heinz Halm) contestem esse epíteto considerando-o parcial.
As histórias sobre Aláqueme são controversas, pois existem diversos pontos de vista a respeito de sua vida e seu legado. O historiador Paul Walker escreve: "No final, ambos os pontos de vista sobre ele, o do tirano louco e despótico dado a matanças irracionais dos que estavam à sua volta; e o governante supremo ideal, escolhido e ordenado por Deus e cujas ações são justas e piedosas; persistiram, a primeira entre seus inimigos e entre os que se rebelaram contra ele, a outra nos corações dos verdadeiros fiéis que, ainda que perplexos por suas ações, ainda assim permaneceram avidamente fiéis a ele até o final".

## História

### Linhagem

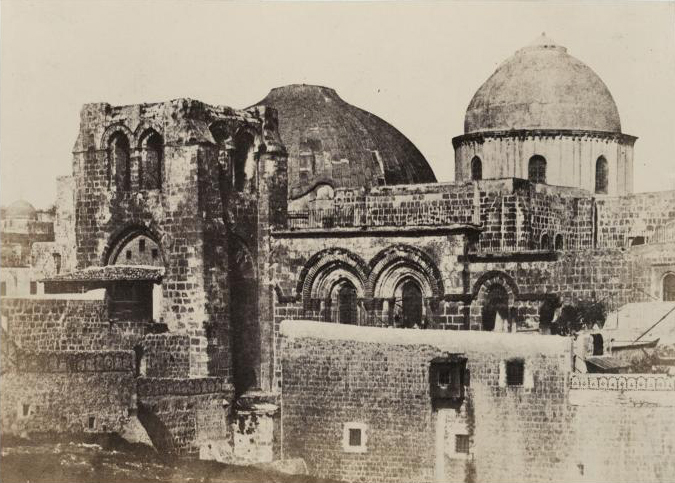
Igreja do Santo Sepulcro em 1856. Aláqueme mandou destruí-la em 1009

Aláqueme nasceu numa quinta-feira em 985 (375 A.H.). Seu pai, Alaziz, tinha duas consortes. Uma delas era umal ualade (escrava) que é conhecida apenas pelo título as-Sayyidah al-‘Azīziyyah ou al-‘Azīzah (m. 385), uma cristã melquita cujos irmãos foram nomeados como patriarcas da Igreja Melquita pelo califa. Outras fontes dizem que um de seus irmãos ou seu pai foi enviado pelo califa como embaixador ao Emirado da Sicília.
Acredita-se que Alaziza seja a mãe de Sital Mulque, uma das mais famosas mulheres na história do islã, que teve uma relação tempestuosa com seu meio-irmão Aláqueme e que pode ter sido a mandante de sua morte. Alguns, como o cronista cruzado Guilherme de Tiro, alegaram que Alaziza era também a mãe de Aláqueme, embora a maior parte dos historiadores discorde. Guilherme chegou ao ponto de alegar que a destruição da Igreja do Santo Sepulcro em 1009 se deu por conta da ansiedade de Aláqueme em provar como falsas as provocações de que ele tinha nascido cristão de uma mulher cristã. Já o cronista al-Musabbihi relata que em 981 a mãe muçulmana de Aláqueme teria procurado ajuda de um sábio aprisionado chamado al-Washa e pediu-lhe que rezasse por seu filho que estava enfermo. O sábio escreveu o Alcorão inteiro na parte de dentro de uma vasilha e pediu à mãe que banhasse seu filho com ela. Quando Aláqueme se recuperou, ela pediu que libertasse o sábio como agradecimento e foi atendida.
Fontes drusas alegam que a mãe de Aláqueme era a filha de Abedalá, um dos filhos de Almuiz, e, portanto, sobrinha de Alaziz. Historiadores como Delia Cortese criticam essa tese: "É mais provável que esta mulher seja, na realidade, uma esposa de Aláqueme ao invés de sua mãe. Pode-se argumentar que a ênfase dos drusos na descendência de Aláqueme de uma união endogâmica serve à doutrina de reforçar o carisma transmitido geneticamente na "família sagrada", incrementando assim o status doutrinário e político que eles propõem para Aláqueme".

### Ascensão ao poder
Em 996, Alaziz partiu para uma viagem à Síria (que estava então ocupada militarmente pelos fatímidas e sofrendo pressão do Império Bizantino). O califa caiu enfermo logo no início, em Bilbeis, e permaneceu de cama por vários dias. Ele sofria de "pedras com dores na barriga". Quando ele sentiu que o fim estava próximo, ele encarregou o cádi Maomé ibne Anumane e o general Haçane Abenamar da tarefa de cuidarem de Aláqueme, que tinha apenas onze anos. Ele então falou com o filho. Aláqueme posteriormente relembro o evento: 
| “ | Eu o encontrei com nada sobre o corpo, exceto trapos e curativos. Eu o beijei e ele me abraçou, exclamando: Como eu sofro por ti, meu querido do coração e lágrimas correram de seus olhos. Ele então disse: Vá, meu mestre, brincar, pois eu estou bem. Eu obedeci e comecei a praticar jogos que eram comuns aos garotos e, logo depois, Deus [Alá] o levou para junto de Si. Barjauã, o vizir, então correu até mim e, vendo-me no alto de um sicômoro, exclamou: Desça, meu garoto; que Deus nos proteja a todos. Quando eu desci, ele colocou um turbante decorado com joias na minha cabeça, beijou o chão à minha frente e disse: Viva o Comandante dos Fiéis [califa], com a misericórdia de Deus e Sua benção. Ele então me levou com o turbante e me mostrou para o povo, que beijou o chão à minha frente e me saudou com o título de califa | ” |
|   | — Al-Hakim, A Short History of the Fatimid Khalifate. |   |

No dia seguinte, ele e a nova corte seguiram de Bilbeis para Cairo, seguidos pelo camelo que levava o corpo de seu pai, que tinha os pés para fora da liteira que o carregava. Eles chegaram logo depois da oração da manhã e seu pai foi enterrado na manhã seguinte, junto com o seu predecessor Almuiz. Aláqueme foi empossado por Barjauã, um "eunuco branco que Alaziz havia apontado como ustade - tutor".

### Intriga política
O pai de Aláqueme queria que o eunuco Barjauã agisse como regente até que o jovem califa tivesse idade suficiente para reinar. Abenamar e o cádi Maomé ibne Anumane deveriam apoiar na guarda de Aláqueme. Ao invés disso, Abenamar (líder da tribo dos cotamas) imediatamente tomou o cargo de vasita ("ministro-chefe") de Issa ibne Nasturis e fundiu na posição o cargo de sifara ("secretário de estado"). Ele também tomou o título de Amim Adaulá ("o que é confiável no império"). Esta foi a primeira vez que o termo "império" foi associado ao estado fatímida.

### Manifesto de Bagdá
Alarmados com a expansão do domínio fatímida, o califa abássida Alcadir adotou medidas retaliatórias para deter a expansão do ismailismo no centro de seu califado. Em 1011, ele convocou diversos acadêmicos das comunidades sunita e xiita duodecimana em sua corte e ordenou-lhes que escrevessem um documento por escrito afirmando que Aláqueme e seus predecessores não eram de fato descendentes de Ali e de Fátima. Este chamado "Manifesto de Bagdá" foi lido nas mesquitas durante as orações de sexta-feira por todo o Califado Abássida. Ele também acusava os fatímidas de serem descendentes de judeus e, por causa de sua mãe cristã (Alaziza), de simpatizar com não-muçulmanos dando-lhes mais privilégios do que eles normalmente teriam sob um governo islâmico. Estas acusações apareceram também na forma de poemas que criticavam os fatímidas e levaram à perseguição dos não-muçulmanos de 1007 até 1012. Al-Qadir também encomendou diversas refutações das doutrinas ismaelitas, inclusive a que foi escrita por al-Mu‘tazili, "‘Ali b. Sa‘id al-Istakri" em 1013.

### Relações exteriores

Califado Fatímida ca. 1025, incluindo os estados vassalos Emirado da Sicília e a conquista da Síria frente aos hamadânidas, clientes do Império Bizantino. Além disso, Aláqueme controlava também o acesso às cidades sagradas de Meca e Medina, além de Jerusalém. Sua capital era o Cairo

Aláqueme enfrentou diversas revoltas durante o seu relativamente longo reinado. Apesar de não ter perdido qualquer território importante no Norte da África, as comunidades ismaelitas foram atacadas por guerreiros sunitas liderados pelos influentes juristas maliquitas. As relações entre os fatímidas e os carmatas de Barém também eram hostis. Por outro lado, a política síria de Aláqueme teve sucesso, pois ele conseguiu estender a hegemonia fatímida sobre o Emirado de Alepo (controlado até então pelos hamadânidas, vassalos dos bizantinos). O exército fatímida sofria com a rivalidade entre duas facções opostas, os escravos turcos (mamelucos) e os berberes. A tensão cresceu também entre o califa e seus vizires e vasitas e, já no final de seu reinado, com o movimento dos drusos, uma seita religiosa que surgiu à volta de Aláqueme, dedicando a ele orações e que o considerava como "uma manifestação de Deus em Sua unidade".
O califa manteve relações diplomáticas com diversos países. Uma habilidosa diplomacia era necessária para estabelecer uma base amigável (ou neutra) no relacionamento com o Império Bizantino, que também tinha planos expansionistas no século XI. É provável que a missão diplomática enviada para mais longe tenha sido a enviada à Dinastia Song na China. O capitão fatímida conhecido como Domiyat visitou um local de peregrinação budista em Shandong no ano 1008 e foi nesta missão que ele tentou presentear o imperador Zhenzong de Song com as riquezas enviadas por Aláqueme. Esta missão foi responsável por restabelecer as relações entre os fatímidas e a China, perdidas durante o colapso da Dinastia Tang em 907.

### Desaparecimento
Nos anos finais de seu reinado, Aláqueme demonstrou uma crescente tendência asceta e se retirava para meditar regularmente. Na noite de 12 para 13 de fevereiro de 1012, com a idade de 36 anos, o califa partiu para mais uma viagem noturna até às Montanhas Muqattam, próximas do Cairo, e não retornou. Uma busca encontrou apenas o seu jumento e suas roupas ensanguentadas. O desaparecimento permaneceu um mistério.
Aláqueme foi sucedido por seu jovem filho Ali Azair sob a regência de sua irmã Sital Mulque.

## Tratamento na literatura ocidental
Na literatura ocidental, Aláqueme é geralmente chamado de "califa louco". Este título decorre principalmente por causa de seu comportamento errático em relação às minorias religiosas em seus territórios, como relata o historiador Hunt Janin. O historiador Michael Bonner salienta que o termo é também utilizado em relação às dramáticas diferenças entre Aláqueme e seus antecessores e sucessores, lembrando que perseguições religiosas pelos muçulmanos eram extremamente raras na época: "Em sua capital no Cairo, este califa desequilibrado (e, na visão da maioria, louco) atacava principalmente os cristãos... No geral, estes episódios continuavam sendo uma excecionalidade, como os episódios de conversão forçada ao islã". O historiador Michael Foss também nota este contraste: "Por mais de trezentos e cinquenta anos, desde o tempo quando o califa Omar firmou um tratado com o patriarca de Jerusalém Sofrônio até 1009, quando o louco Aláqueme começou seus ataques aos cristãos e judeus, a cidade de Jerusalém e a Terra Santa estavam abertas às peregrinações do Ocidente, com uma boa receção e o caminho não era mais perigoso do que uma viagem de Paris até Roma... Logo [após Aláqueme], o pânico acabou. Em 1037, Almostancir chegou a um acordo amigável com o imperador bizantino Miguel IV, o Paflagônio".
Como um proeminente periódico lembrou, Aláqueme atraiu mais interesse dos historiadores modernos do que qualquer outro membro da dinastia fatímida por:
| “ | Seu caráter excêntrico, suas inconsistências e mudanças radicais em condutas e políticas, pela extrema austeridade na vida pessoal, a crueldade vingativa e sanguinária ao lidar com os altos oficiais de seu governo aliada a uma obsessão em suprimir todos os sinais de corrupção e imoralidade da vida pública, por sua tentativa de aniquilar os cristãos, clamando pela sistemática destruição de todos os lugares sagrados cristãos no Oriente Médio, culminando com a destruição da Igreja do Santo Sepulcro em Jerusalém, sua deificação por um grupo de missionários ismailitas fanáticos que se tornaram os precursores da religião drusa, ações que, combinadas, contrastam fortemente com o reinado de qualquer dos seus predecessores e sucessores e, realmente, com a de qualquer outro governante muçulmano... A questão é até que ponto esta conduta pode ser explicada como tendo motivos racionais e condicionados pelas circunstâncias ao invés de serem as obras inescrutáveis de uma mente insana. | ” |

A alegação de que Aláqueme seria um louco e a versão dos eventos sobre a sua vida foram considerados como mera propaganda por alguns acadêmicos como Willi Frischaue, que afirma: "Seus inimigos o chamaram de 'califa louco', mas ele reforçou a reputação do Cairo como centro da civilização". Nas suas obras, o historiador Heinz Halm tenta desmontar "...aqueles relatos distorcidos e hostis, afirmando que a tradição anti-fatímida tentou criar um monstro real na figura deste califa".

## Aláqueme e o ismailismo xiita

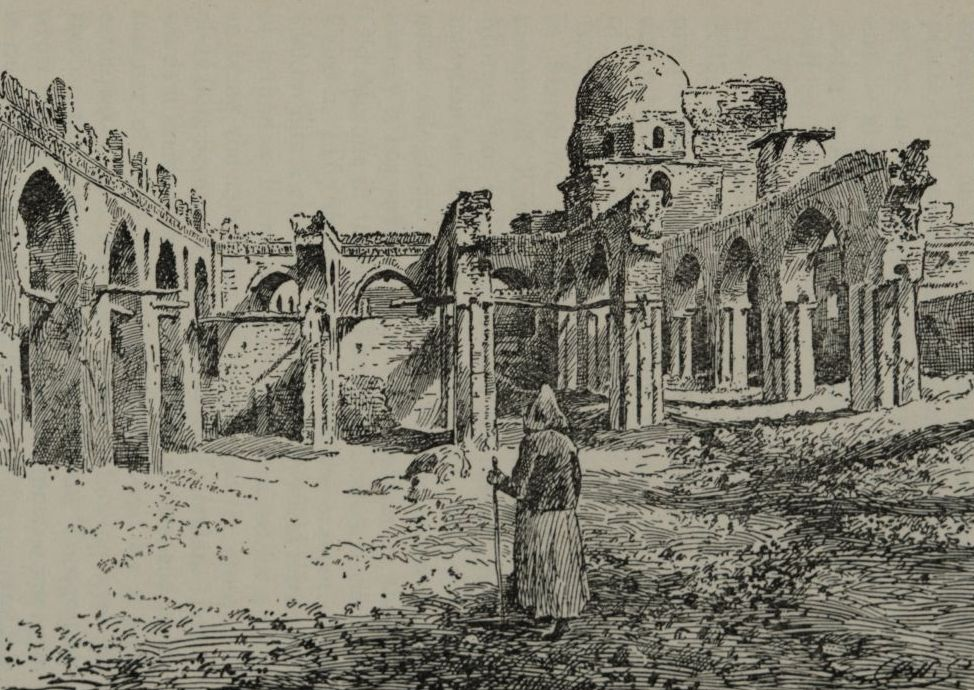
Ruínas da Mesquita de Aláqueme, em Cairo, c. 1902

Aláqueme tinha um forte interesse na organização e operação da dawa ("Missão") ismailita centrada no Cairo. Sob seu reinado, ela foi sistematicamente intensificada fora dos domínios fatímidas, especialmente no Iraque e na Pérsia. No primeiro, os dais agora concentravam seus esforços em numerosos amires locais e chefes tribais influentes, com cujo apoio eles esperavam expulsar os abássidas. O mais proeminente dais do período a operar nas províncias orientais foi Hamid al-Din Kirmani, o mais habilidoso teólogo-filósofo ismailita do período fatímida. As atividades de Kirmani e outros dais logo tiveram um resultado concreto no Iraque, pois em 1010, o governante de Mosul, Kufa, e outras cidades reconheceram a suserania de Aláqueme.

### Casa do Conhecimento
Na área da educação e da cultura, uma das contribuições mais importantes de Aláqueme foi a fundação, em 1005, da Dar al-‘ilm ("Casa do Conhecimento"), por vezes também chamada de Dar al-hikma ou Bait al-Hikma. O local ensinava uma grande variedade de temas, indo de estudos religiosos sobre o Alcorão e a hadith até filosofia e astronomia. A Casa abrigava também uma vasta biblioteca aberta ao público. Até à queda da dinastia fatímida, ela permaneceu como a principal instituição de estudos servindo à dawa ismailita.
Em 1013, Aláqueme completou a construção de uma mesquita no Cairo, conhecida como Mesquita de Aláqueme, oficialmente Jame-ul-Anwar. Com tempo, ela ficou em ruínas e foi restaurada à sua glória anterior nas décadas de 70 e 80 do século XX pelo Dr. Syedna Mohammed Burhanuddin.

### Drusos e as Reuniões de Sabedoria
Aláqueme tornou a educação dos ismailitas e dos dais fatímidas uma prioridade. Em seu reinado, várias reuniões de estudo (majalis) foram criadas no Cairo, financiadas pelo califa. As "reuniões de sabedoria", privadas, dedicadas às doutrinas esotéricas ismailitas (majalis al-hikma), eram reservadas apenas aos iniciados e tinham uma organização que permitia o acesso aos diversas níveis de iniciação diferentes entre os participantes. O próprio Aláqueme geralmente participava dessas sessões que eram realizadas no palácio real. O nome majalis al-hikma ainda é utilizado pelos drusos como o nome do edifício no qual se realizam seus encontros religiosos e cultos, geralmente na forma abreviada majalis ("sessão"). Aláqueme é uma figura central na história dos drusos.

## Relações inter-religiosas
De acordo com o acadêmico Nissim Dana, a relação de Aláqueme com as outras religiões monoteístas pode ser dividida em três diferentes fases.

### Primeira fase
De 996 até 1006, quando a maior parte das funções executivas do califa eram realizadas por seus conselheiros, o xiita Aláqueme "se comportou como os demais califas xiitas que ele sucedeu, exibindo uma atitude hostil contra os muçulmanos sunitas, enquanto que a atitude contra o 'Povos do Livro' (Ahl al-Kitab) - os judeus e cristãos - era de relativa tolerância em troca do pagamento do imposto da jizia".
Em 1005, Aláqueme ordenou a publicação de maldições contra os três primeiros califas (Abacar, Omar e Otomão) e contra Aixa (terceira esposa do profeta Maomé) por negarem o califado ao primo e genro de Maomé, Ali (tema central no cisma entre xiitas e sunitas). De acordo com o historiador Nissim Dana, Aláqueme ordenou que "as maldições fossem registradas contra o guerreiro Moáuia I, o fundador do Califado Omíada, e contra outros do círculo íntimo de Maomé (Sahaba) - os companheiros de Maomé no 'caminho do islã'. Após apenas dois anos depois, Aláqueme descontinuou a prática. Durante este período, ele ordenou que a inclusão da frase as-salāh khayr min an-nawm ("rezar é preferível a dormir"), que se seguia à oração matutina, fosse retirada, pois ele a via como uma inclusão sunita. Em seu lugar, acrescentou a frase ḥayyi ‘alā khayr al-‘amal ("venha para o melhor dos feitos") para ser recitada após as convocações para a oração. Também proibiu duas orações - Salāt at-Tarāwih e Salāt ad-Duha - pois acreditava que elas teriam sido criadas por sábios sunitas.

#### Minorias religiosas e a Lei da Diferenciação

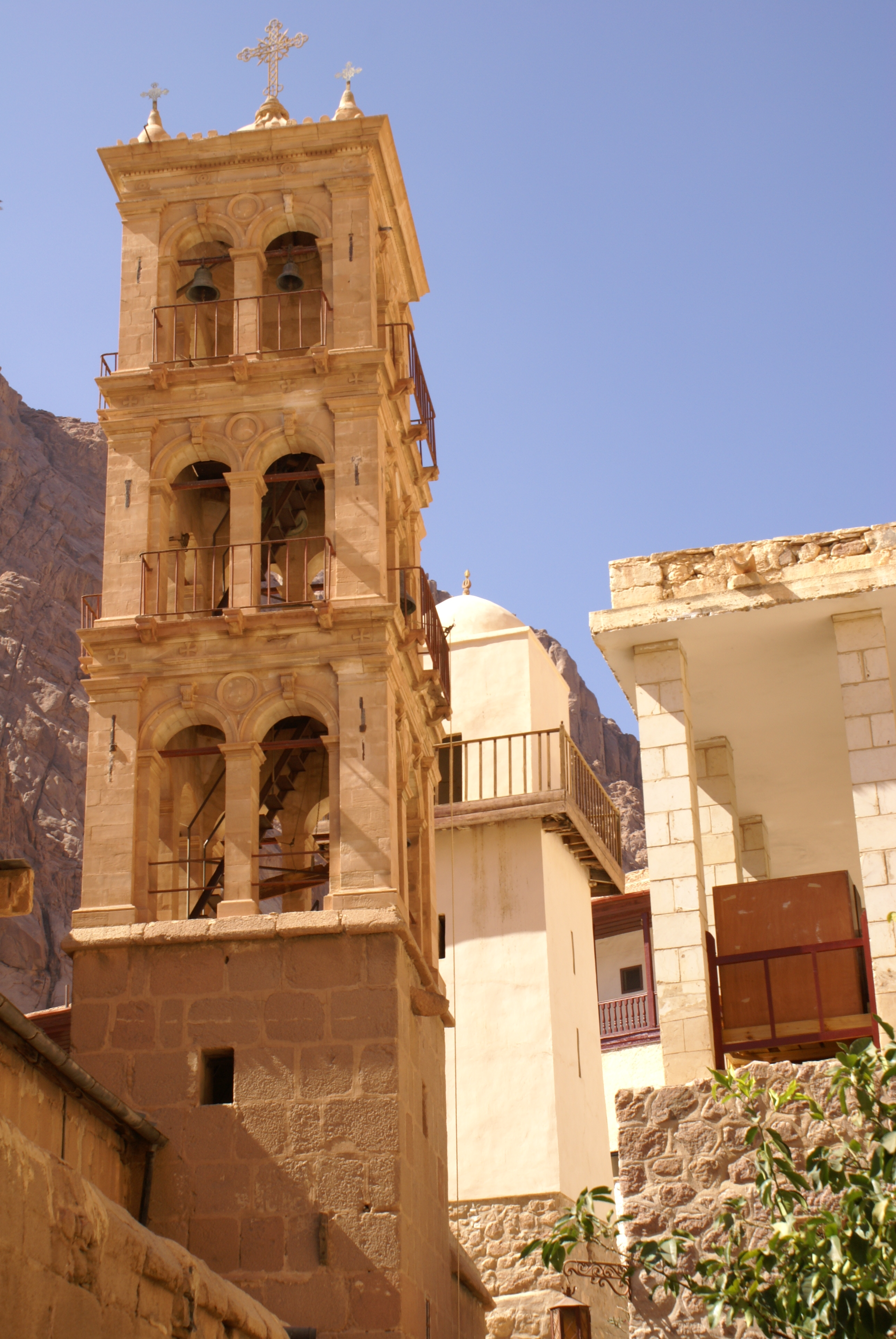
Torre da igreja principal no Mosteiro de Santa Catarina na base do monte Sinai, no Egito. Logo atrás dela está um minarete, a torre de uma mesquita muçulmana, construída no século XI por ordem Aláqueme, que ameaçou destruir o mosteiro

Em 1004, Aláqueme decretou que os cristãos não poderiam mais celebrar a Epifania ou a Páscoa. O uso de vinho (nabidh) e outras bebidas alcoólicas que não eram feitas de uva (fuqa) também foi ilegalizado, tanto para os muçulmanos quanto para os não-muçulmanos.
Em 1005, o califa ordenou que os judeus e cristãos deveriam seguir a ghiyar ("Lei da Diferenciação") - neste caso, o mintaq ou zunnar ("cinto"; em grego:  ζοναριον e imamah ("turbante"), ambos em preto. Além disso, os judeus deveriam vestir um colar com um bezerro de madeira e os cristãos, uma cruz de ferro. Nos banhos públicos, os judeus deveriam substituir o bezerro por um sino. Além disso, as mulheres do Ahl al-Kitab deveriam vestir sapatos de cores diferentes, um preto e um vermelho. Estas leis vigoraram até 1014. Seguindo o pensamento xiita da época, Aláqueme também ordenou diversas outras medidas restritivas (sijillat). Estas sijill incluíam a proibição de entrar nos banhos públicos com os genitais descobertos, de mulheres em público com o rosto descoberto e o fechamento de diversos "clubes de entretenimento".

### Segunda fase
Entre 1007 e 1012, "houve uma notável atitude de tolerância com os sunitas e menos zelo pelo islamismo xiita, ao passo que a atitude em relação aos 'Povos do Livro' foi de hostilidade". Em 18 de outubro de 1009, Aláqueme ordenou a destruição da Igreja do Santo Sepulcro e de todos os edifícios associados, aparentemente enfurecido pelo que ele considerava como uma fraude dos monges na cerimônia "milagrosa" da descida do Fogo Sagrado, celebrada anualmente na igreja durante a vigília da Páscoa. O cronista Iáia nota que "apenas foi poupado o que era muito difícil de demolir". Procissões foram proibidas e, anos depois, todos os conventos e igrejas na Palestina foram destruídas ou confiscadas. Só em 1042 é que o imperador bizantino Constantino IX Monômaco começou a reconstruir o Santo Sepulcro com a permissão dos sucessores de Aláqueme.

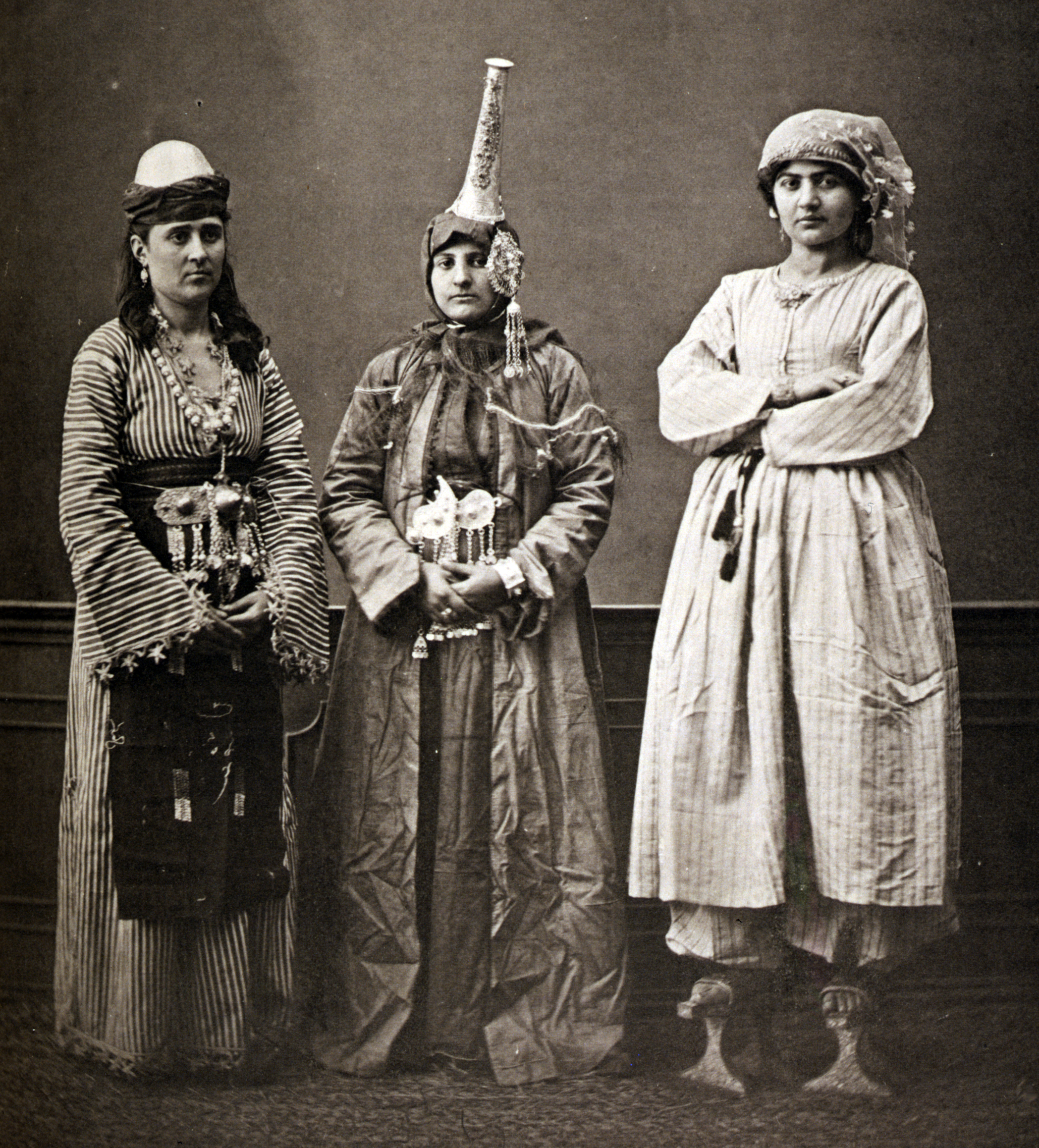
Drusos de Damasco, na Síria, em 1873

### Terceira fase
Aláqueme acabou permitindo os convertidos à força a retornarem para sua fé e reconstruir seus destruídos edifícios de culto. De fato, entre 1012 e 1021, Aláqueme "se tornou mais tolerante com judeus e cristãos e novamente hostil com os sunitas. Ironicamente, ele desenvolveu uma atitude particularmente hostil contra os xiitas. Foi durante este período, no ano de 1017, que a singular religião dos drusos começou a se desenvolver como uma religião independente baseada na revelação (Kashf) de Aláqueme como uma divindade".
É claro que Hâmeza ibne Amade era o principal dai do califa, mas havia alegações de que Aláqueme acreditava em sua própria divindade. Outros acadêmicos discordam desta afirmação de divindade direta, particularmente os próprios drusos, notando que seu proponente foi Adarazi que, de acordo com algumas fontes, foi executado por Aláqueme por "esquivar-se". Cartas mostram que Adarazi estava tentando controlar o movimento Muwahhidun e que esta alegação era uma tentativa de conseguir apoio do califa, que, ao invés disso, a considerou herética.

## Esposas e filhos
A mãe do herdeiro de Aláqueme, Ali Azair, era a umal ualade (escrava) Amina Rucaia, filha do finado príncipe Abedalá, filho de Almuiz. Alguns consideram-na como sendo a mesma mulher citada na previsão relatada por Alhamidi de que "...em 390/100, Aláqueme irá escolher uma garota órfão de boa criação trazida até seu pai Alaziz e ela se tornará a mãe de seu sucessor". O cronista Almacrizi alega que a meia-irmã de Aláqueme, Sital Mulque, era hostil a Amina, enquanto que outras fontes relatam ela protegeu Amina e seu filho quando eles fugiam da perseguição de Aláqueme. Outras fontes afirma que Aláqueme casou-se com a jariya (serva jovem) conhecida pelo título de as-Sayyidah, mas os historiadores não sabem se este seria apenas um outro nome para Amina.
Além do filho, Aláqueme teve também uma filha chamada Sial Mícer (m. 1036) que, acredita-se, era uma generosa patrocinadora e de bom e nobre caráter.